# Баш и Башиха
Баш и Башиха — т. н. «священные камни», ранее находившиеся рядом с селом Башево Одоевского района Тульской области.
Камни лежали на берегу небольшой реки Башевка, близ дороги, среди поля, на расстоянии примерно одного метра один от другого. Крестьяне не запахивали место кругом камней, опасаясь бед.
Формы камней были почти кубические, небольшого размера.
Предание о камнях Баш и Башиха состоит в следующем:
«Баш был татарин, а Башиха жена его. Другие же говорят, что они были кум и кума. Баши переселились на Русь, жили и померли, а добрые люди схоронили их на этом месте. Вскоре после того приплыли два камня из Оки в Упу, а из Упы пришли прямо на их могилы и остановились тут. То были тени Башей, не желавшие расстаться с ними и по смерти. Когда-то рассердился Баш на Башиху и ударил её сапогом. На камне Башихи осталась ступня. Было время, когда любопытные хотели вырыть камни и посмотреть на них со всех сторон. Баши не желали этого; а когда начали обрывать их, они уходили в землю. Православные сколько ни трудились, бросили с досады. Один из них, с горя, начал рубить камни топором, и вскоре показались пятна красные. За такую дерзость Баши начали мстить: поля не плодородили, животные умирали, люди бедняли. С тех пор Баши начали людям являться во сне и помогать им уже добром, если думали об них хорошее».
Чествовали камни 14 июля. Местные крестьяне приходили брать из-под Баша или Башихи горсть земли, которой приписывали целебные свойства, а сами приносили этим камням в дар холст, тряпки и, даже, кольца и серьги.
В настоящее время эти камни засыпаны грунтом при обрушении подмытого водой речного берега.